# جوكو ويدودو
جوكو ويدودو (بالإندونيسية: Joko Widodo)‏ (21 يونيو 1961 -) المعروف شعبيا باسم جوكوي، هو سياسي ورجل أعمال إندونيسي هو الرئيس السابع والسابق لجمهورية إندونيسيا من عام 2014 إلى 2024، حيث فاز بالانتخابات في يوليو 2014، تسلم السلطة بعد أن أقسم اليمين الدستورية في 20 أكتوبر 2014 خلفًا لسوسيلو بامبانغ يودهويونو. كان قبلها يشغل منصب حاكم جاكرتا من 2012 إلى 2014 وعمدة مدينة سوراكارتا للفترة من 2005 إلى 2012. في انتخابات الرئاسة 2014 ترشح جوكو ويدودو لرئاسة الجمهورية عن الحزب الديمقراطي الإندونيسي منافسا لفرابوو سوبيانتو من حزب حركة (إندونيسيا العظمى)، وفاز في الانتخابات بنسبة 53.15 %

## نشأته ومسيرته المهنية
ولد جوكو ويدودو موليونو في 21 يونيو 1961 في مدينة سوراكارتا وهو من أصل جاوي، هو الابن الأكبر لأربعة أخوة، والابن الوحيد لأبيه نوتو ميهاردجو وأمه سودجياتمي نوتوميهاردجو. له ثلاث أخوات أصغر سنًا، وهنّ إيت سريانتيني وإيدا ياتي وتيتيك ريلاواتي. ينحدر والده من منطقة كارانجاينار، في حين ينحدر جداه من قرية في منطقة بويولالي. عانى جوكوي في طفولته من المرض، وعلى إثر ذلك تغير اسمه -حسب ممارسة شائعة في الثقافة الجاوية- إلى جوكو ويدودو، إذ تعني كلمة ويدودو «سليم» باللغة الجاوية. في سن الثانية عشرة، بدأ العمل في مشغل أثاث والده. طوال فترة طفولته، واجهت عائلة جوكوي باستمرار أعمال إخلاءات من أصحاب العقارات؛ وقد أثر ذلك فيه كثيرًا؛ وفي وقت لاحق، نظم في سوراكارتا مجمعًا سكنيًا خلال سنوات عمله كعمدة للمدينة.

### مسيرته العملية والدراسية
بدأ جوكوي تعليمه في المدرسة الابتدائية الحكومية 111 تيرتويوسو، المعروفة بأنها مدرسة للمواطنين بسيطي الحال، واصل دراسته في المدرسة المتوسطة 1 سوراكارتا، أراد فيما بعد الالتحاق بالمدرسة الثانوية 1 سوراكارتا، لكنه فشل في امتحان القبول والتحق بالمدرسة الثانوية 6 سوراكارتا. تخرج جوكوي من كلية علم الحراجة في جامعة جامعة غاجاه مادا في يوغياكارتاسنة 1985، حيث اشتمل على دراسات وبحوث تخص استعمال خشب الأبلكاش. بدأ في وقت لاحق العمل في مؤسسة كيرتاس كرافت آتشيه المملوكة للدولة في آتشيه (دار السلام)، سومطرة. عمل في مقاطعة بينر ميريا بين عامي 1986 و1988 مشرفًا على الغابات والمواد الخام في مزرعة للصنوبر السومطري.
سرعان ما فقد جوكوي اهتمامه بنشاطاته في الشركة وعاد إلى موطنه. بدأ العمل في معمل جده للأثاث لمدة عام قبل إنشاء شركته الخاصة، راكابو، التي حملت اسم ابنه الأول. كادت الشركة، التي ركزت بشكل أساسي على الأثاث المصنوع من خشب الساج (أو شجر التيك)، أن تفلس عند نقطة معينة، ولكنها تمكنت من النجاة بعد أخذه قرضًا قرض بلغت قيمته 500 مليون درهم من شركة بيروساهان غاز نيغارا. بحلول عام 1991، بدأت الشركة بتصدير منتجاتها، وحظيت بنجاح في الأسواق العالمية. كان أول حضور دولي للشركة في فرنسا، وحينها كان هناك زبون فرنسي هو من أطلق لقب «جوكوي» على جوكو ويدودو.
بحلول سنة 2002، أصبح جوكوي رئيس جمعية مصنعي الأثاث في سوراكارتا. في نهاية المطاف، قرر أن يصبح سياسيًا يروج للإصلاح في مسقط رأسه، سوراكارتا، بعد مشاهدته المخططات الأنيقة لبعض المدن الأوروبية بينما كان يروج لأثاثه هناك. وبعد أن أصبح رئيسًا للبلدية، قام أيضًا بمشروع مشترك مع السياسي والفريق السابق لوهوت بيانسار باندجايتان، إذ أسسا شرطة راكابو سيجاهتيرا.
ذكر جوكوي أن صافي ثروته في عام 2018 بلغ 50.25 مليار روبية إندونيسية (3.5 مليون دولار) معظمها في شكل ممتلكات في جاوة الوسطى وجاكرتا.

## مسيرته السياسية

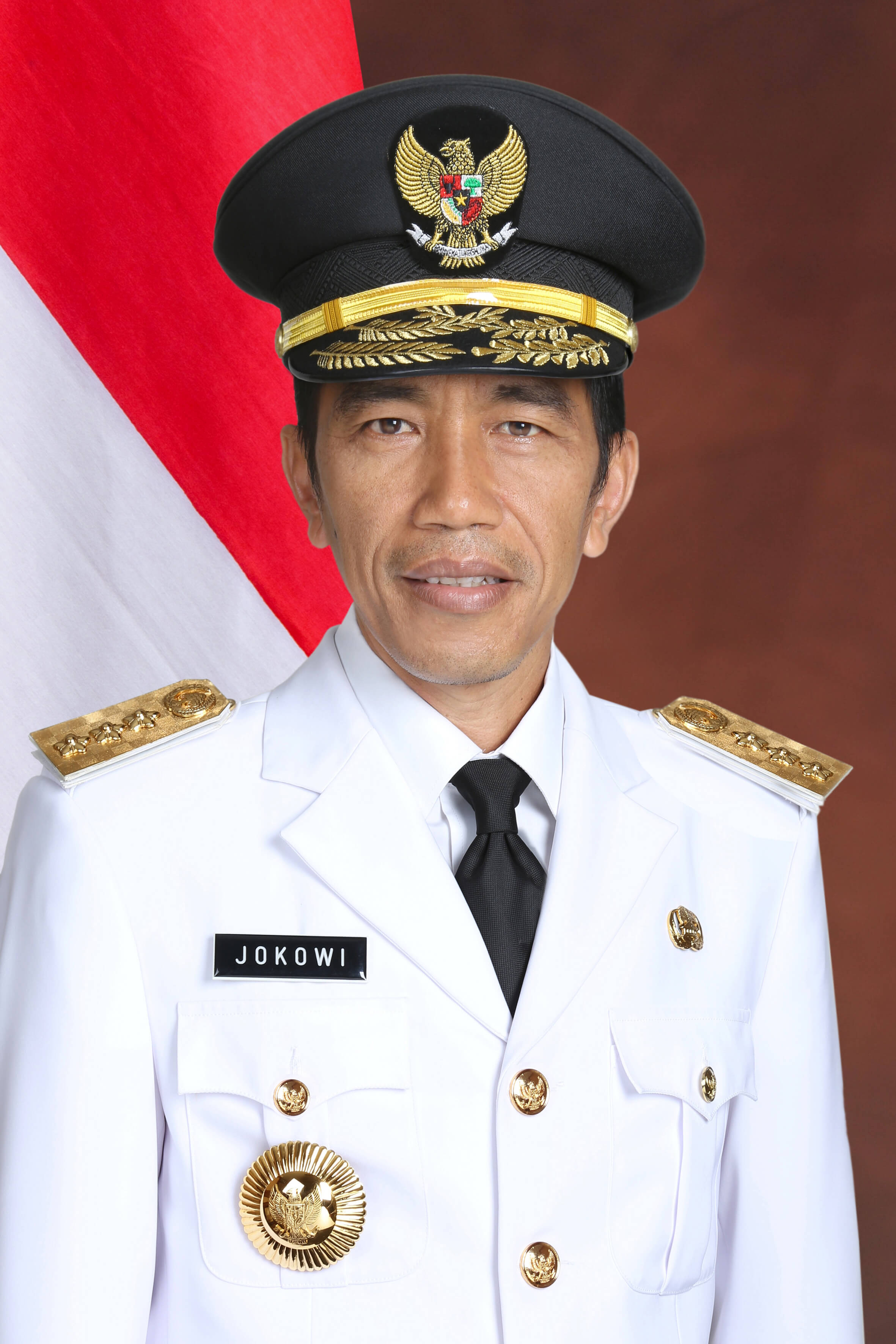
جوكو ويدودو، حاكم جاكرتا للفترة 2012-2014.

بعد انضمامه لأول مرة إلى الحزب الديمقراطي الإندونيسي للنضال في عام 2004، خاض جوكوي السباق الرئاسي في سوراكارتا عام 2005 مع إف. إكس. هادي رودياتمو، بدعم من الحزب الديمقراطي الإندونيسي للنضال وحزب نهضة الوطن. فاز الثنائي بمجموع بلغ 36.62% من الأصوات ضد المرشح سلامة سوريانتو ومرشحين آخرين. خلال الحملة، تساءل الكثيرون عن خلفيته كرجل أعمال للملكية والأثاث. عزب إحدى الصحف الأكاديمية نجاح أسلوب قيادته لإقامته علاقة تفاعلية مع الشعب استطاع من خلالها تحفيز ثقة الناس به. تبنى إطار التنمية للمدن الأوروبية (التي كثيرًا ما سافر إليها بوصفه رجل أعمال) كمعيار للتغيير في سوراكارتا.
شملت سياساته البارزة كعمدة: بناء أسواق تقليدية جديدة مع تجديد الأسواق القائمة، وبناء ممشى مدينة بطول 7 كيلومتر وعرض 3 متر يتيح المشي على طول الشارع الرئيسي في سوراكارتا، وإنعاش حدائق باليكامبانغ وسيريويداري، وتطبيق أنظمة أكثر صرامة تخص قطع الأشجار على طول الشوارع الرئيسية في المدينة، وإعادة تسمية المدينة كمركز للثقافة الجاوية والسياحة تحت مسمى «روح جاوة»، والترويج للمدينة كمركز للاجتماعات، والأحداث المحفزة، والاتفاقيات والمعارض، وإطلاق برنامج للتأمين على الرعاية الصحية والتعليم لجميع السكان، ونظام نقل داخلي سريع بالحافلات يسمى باتيك سولو ترانس وسولو تكنو بارك، الذي ساعد في دعم مشروع السيارات الإندونيسي «إيسمكا». في فترة ولايته كعمدة، ذهب في جولة ارتجالية إلى مناطق معينة للاستماع إلى قضايا الناس، وهي الزيارة التي أثبتت شعبيتها في وقت لاحق من حياته السياسية. منع أفراد أسرته من المشاركة بمشاريع في المدن، وبالتالي قمع خطر الفساد. جعلته سياساته في صراع مع بيبيت واليو حاكم المقاطعة آنذاك، الذي وصف جوكوي في إحدى المناسبات بأنه «أحمق» بسبب معارضة الأخير لمشروع بناء محلي في سوراكارتا.
وأشار مؤيدوه إلى التغيرات الإيجابية السريعة في سوراكارتا في ظل قيادته واتسام المدينة بشعار «سولو: روح جاوة». أثناء شغله لمنصبه، نجح في نقل أكشاك التحف العتيقة في حدائق بانجارساري دون وقوع أي حوادث، وهي خطوة ساهمت في إعادة تنشيط وظائف الأراضي الخضراء المفتوحة؛ أكد أيضًا على أهمية مشاركة شركات الأعمال في الأنشطة المجتمعية؛ وحسن التواصل مع المجتمع المحلي من خلال الظهور بانتظام على التلفاز. في متابعة للوسم الجديد للمدينة، قدم سوراكارتا طلبًا للانضمام إلى منظمة مدن التراث العالمي، التي تمت الموافقة عليها في عام 2006، ومن ثم اختيرت المدينة لاستضافة مؤتمر المنظمة في أكتوبر 2008. وفي عام 2007، استضافت سوراكارتا أيضًا مهرجان الموسيقى العالمي الذي عقد في مجمع فورت فاسنبورغ بالقرب من وسط المدينة. في السنة التالية، عقد المهرجان في مجمع قصر مانغكونيغاران.
تمثل جزء من أسلوب جوكوي في عناصره الشعوبية المعروفة بسمى «بونيا غاي أو القدرة» التي صممت لتعزيز الروابط مع الجمهور المتنوع للناخبين. بصفته عمدة، انخرط شخصيًا في حادثة وقعت قبل عيد الميلاد مباشرة في عام 2011، حين كان دى بلدية سوراكارتا فواتير متأخرة تقدر بنحو مليون دولار (8.9 مليار روبية إندونيسية) مستحقة لشركة الكهرباء المملوكة للدولة «بيروساهان ليستريك نيغارا». باتباع شركة الكهرباء نهجًا منضبطًت لجمع الفواتير المتأخرة، قطعت الكهرباء عن أضواء الشوارع في المدينة قبل عيد الميلاد مباشرة. سارعت حكومة المدينة إلى التصريح بدفع المبلغ، ولكن عند تسوية الفاتورة احتجت على ضرورة وضع شركة الكهرباء المصلحة العامة في الاعتبار قبل اتخاذ هكذا إجراء. رغبة منه في التأكيد على هذه النقطة، قام جوكوي بزيارة شخصية حظيت بتغطية إعلامية كبيرة للمكتب المحلي لشركة الكهرباء لتسليم مبلغ 8.9 مليار روبية إندونيسية نقدًا على شكل مئات من حزم الأوراق النقدية وحتى عملات نقدية صغيرة.
في عام 2010، أعيد انتخابه لولاية ثانية، مع هادي مرة أخرى. فاز الثنائي بنسبة أصوات بلغت 90.09% من الأصوات، وخسروا في مركز اقتراع واحد. لاحقًا اختارته مجلة تيمبو الإخبارية (2008) ليكون «قائد تيمبو المختار»، وحصل على «جائزة صناع التغيير» من ريبابليكا سنة 2010؛ بدأ النظر في اسمه في استطلاعات الرأي الوطنية لاختيار حاكم جاكارتا، قبل فترة طويلة من ترشيح الحزب الديمقراطي الإندونيسي للنضال، بما في ذلك انتخابات جامعة إندونيسيا وشبكة سايروس 2011.

## أوسمة
في 19 أغسطس 2024، منحه الرئيس الفلسطيني محمود عباس درجة «القلادة الكبرى» من وسام دولة فلسطين وذلك: «تقديراً لمواقفه الشجاعة والمبدئية وبلده تجاه القضية الفلسطينية وحقوق شعبنا غير القابلة للتصرف.»

## روابط خارجية
- جوكو ويدودو على موقع IMDb (الإنجليزية)
- جوكو ويدودو على موقع الموسوعة البريطانية (الإنجليزية)
- جوكو ويدودو على موقع مونزينجر (الألمانية)
- جوكو ويدودو على موقع إن إن دي بي (الإنجليزية)